# Erith
Erith är en ort i Storbritannien.   Den ligger i grevskapet Greater London och riksdelen England, i den sydöstra delen av landet, 21 km öster om huvudstaden London. Erith ligger 8 meter över havet och antalet invånare är 9 811.
Terrängen runt Erith är platt. Runt Erith är det mycket tätbefolkat, med 1 135 invånare per kvadratkilometer. Närmaste större samhälle är City of London, 18,7 km väster om Erith. Trakten runt Erith består till största delen av jordbruksmark.